# Trieste
Die Trieste war ein von Auguste Piccard konstruierter Bathyscaph, ein U-Boot, das speziell für die Tiefseeforschung gebaut wurde. 

## Geschichte und Einsatz

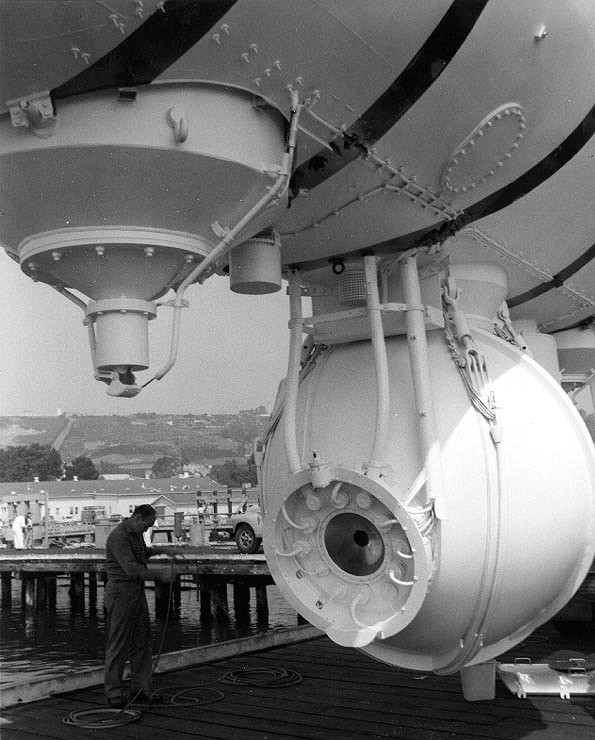
Nahaufnahme von Druckkörper und Ballastsilo (vorn)

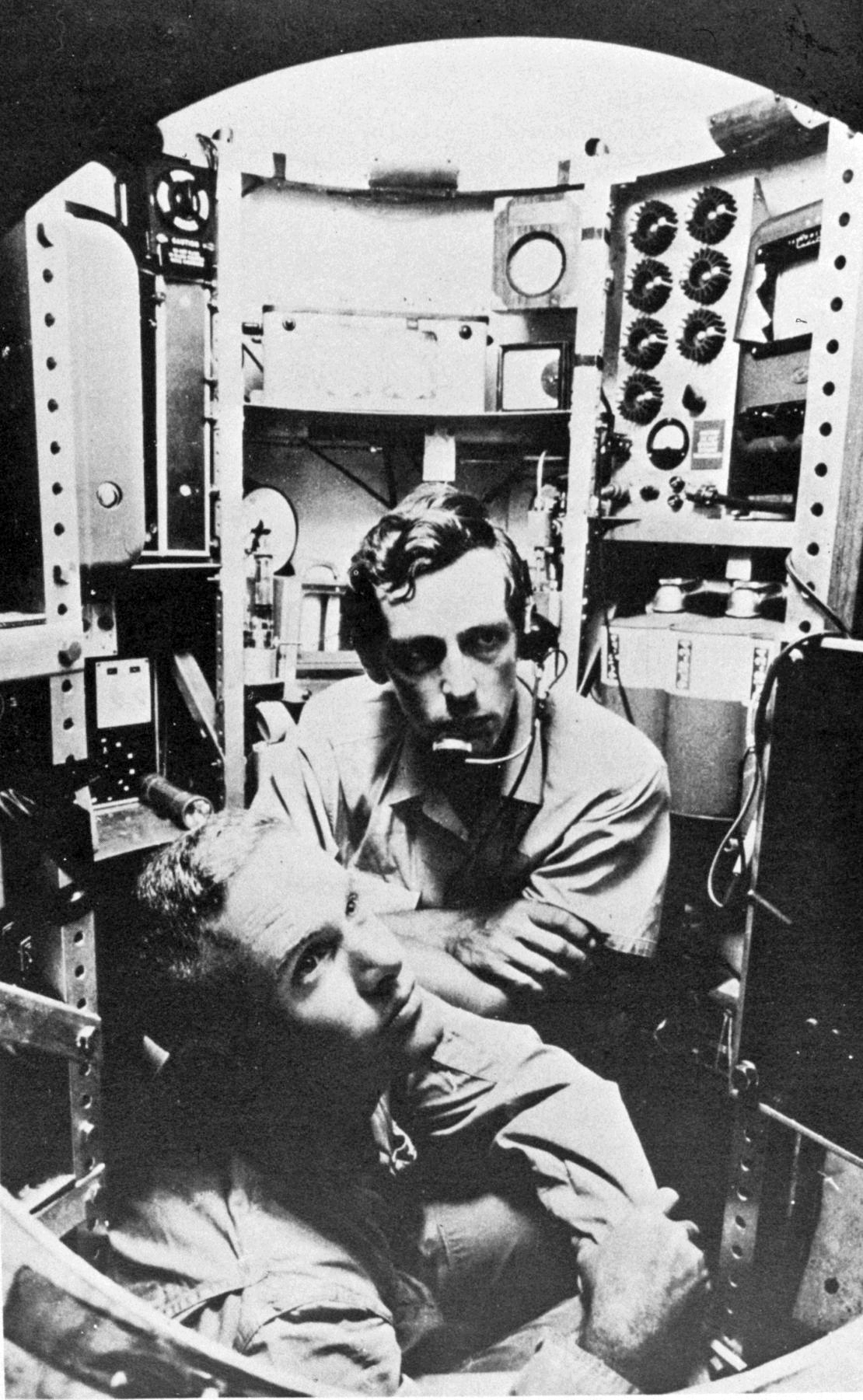
Don Walsh und Jacques Piccard in der Trieste

Erste Pläne für dieses Unterwasserfahrzeug entwickelte Piccard im Jahr 1952; es wurde in Italien hergestellt und am 1. August 1953 vom Stapel gelassen. Dieses Fahrzeug war anfangs für Tauchtiefen bis zu 20.000 Fuß (6100 m) konzipiert.
Bereits am 30. September 1953 führte die Trieste im Tyrrhenischen Meer bei Ponza einen Rekordtauchgang durch. Auguste Piccard und sein Sohn Jacques Piccard stießen dabei in ihrem Tauchboot auf eine Tiefe von 10.300 Fuß (3139 Meter) vor. Dieser Rekord wurde jedoch am 15. Februar 1954 durch den französischen Bathyscaphen FNRS-3 überboten, der vor der Küste des Senegal 4051 m tief tauchte.

Zeichnung der Trieste

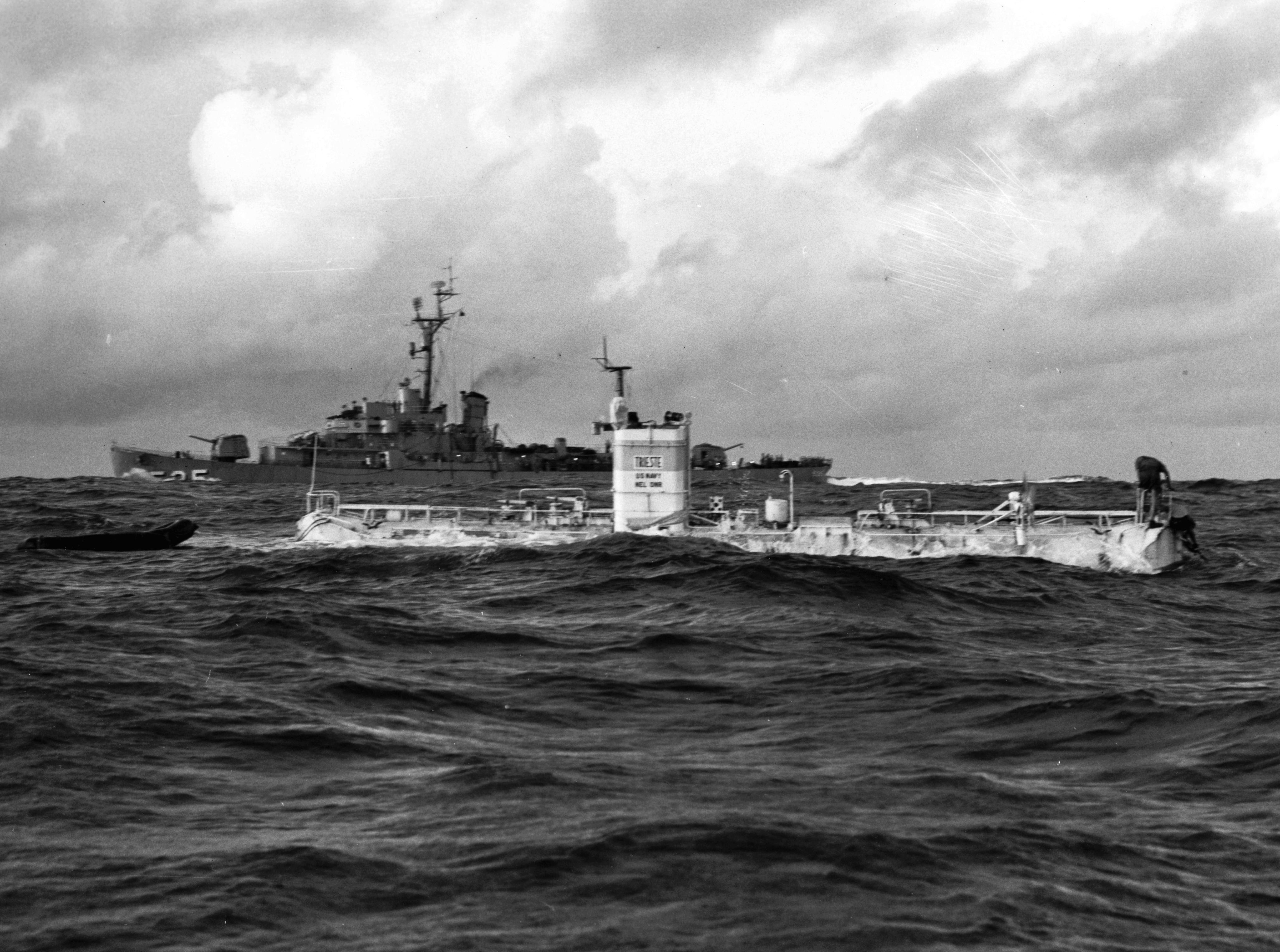
Die Trieste vor ihrer Rekordtauchfahrt, 23. Januar 1960

1958 wurde das Boot von der US-Marine übernommen und war an mehreren Suchaktionen nach verschollenen Schiffen und U-Booten beteiligt, unter anderem an der Suche nach dem verlorenen Atom-U-Boot USS Thresher. Ab 1958 wurde das Fahrzeug umgerüstet, um für Tauchgänge in größeren Tiefen geeignet zu sein.
Die eigentliche Bathysphäre (die Druckkörperkugel) wurde vom Unternehmen Krupp-Maschinenbau in Essen hergestellt. Sie ließ nunmehr Tauchfahrten bis zu maximal 36.000 Fuß (11.000 m) zu. Ein besonderes Sicherheitsmerkmal war der aus etlichen Stahlkugeln bestehende Teil des Ballasts, der von Elektromagneten gehalten wurde. Bei einem Ausfall der Stromversorgung hätten sich die Kugeln sofort gelöst und das Boot wäre selbsttätig aufgetaucht. Als Auftriebskörper dienten rund 85 m³ Benzin in einem zylinderförmigen Blechtank.
Am 23. Januar 1960 war die Trieste das erste U-Boot, das im Marianengraben mit rund 10.910 m Tiefe das Challengertief, eine der tiefsten Stellen des Weltmeeres, erreichte und anschließend wieder auftauchte. In dieser Tiefe herrscht ein Druck von über 1000 bar.
Die tiefste Stelle im Pazifik und in den gesamten Weltmeeren ist das Witjastief 1. Es befindet sich etwa 1850 km östlich der Philippinen im südwestlichen Teil des Marianengrabens und liegt nur etwa 112 m tiefer als die damals von der Trieste erreichte Tiefe.
Die Besatzung manövrierte die Trieste nur bis 4 m über den Meeresboden, was wohl als Sicherheitsabstand diente; die 10.910 m Meerestiefe (je nach Quelle wird auch eine Tiefe von 10.916 m genannt) waren der Tauchrekord eines U-Boots, bis sie am 28. April 2019 von der Expedition „Five Deep“ mit dem U-Boot DSV Limiting Factor übertroffen wurden. Nach der Tauchfahrt wurde dieses Meerestief selten in der Presse als Triestetief bezeichnet. Insassen waren der Schweizer Jacques Piccard und der Amerikaner Don Walsh.
In verschiedenen Nachschlagewerken wird fälschlich eine Tiefe von über 11.000 m angegeben. Die Differenz ist auf die fehlerhafte Kalibrierung des Tiefenmessgerätes zurückzuführen, die im Süßwasser durchgeführt wurde.
Nach der Außerdienststellung des Bootes wurde der Druckkörper weiterverwendet und in den Nachfolger Trieste II eingepasst. Die Trieste ist heute im National Museum of the United States Navy in Washington, D.C. ausgestellt. Ein fehlerhafter Erprobungsguss des Druckkörpers wurde in den 1960er Jahren im Kruppwerk in Essen vor der Verschrottung gerettet. Die Innenausstattung wurde teils mit originalen Ersatzteilen nachgebaut, um möglichst gut dem Vorbild zu entsprechen. Das aufgeschnittene Modell steht heute in der Schifffahrtsabteilung des Deutschen Museums in München.